# Josef Škoda (lékař)
Josef Škoda, německy Josef von Škoda (10. prosince 1805 Plzeň – 13. června 1881 Vídeň, Rakousko) byl rakouský lékař českého původu, dermatolog a vysokoškolský profesor vnitřního lékařství na lékařské fakultě Vídeňské univerzity. Společně s Karlem Rokytanským a Ferdinandem Hebrou patřil mezi přední osobnosti druhé vídeňské lékařské školy.

## Život
Narodil se v Plzni jako syn zámečníka. Po absolvování gymnázia a filozofického lycea v Plzni studoval od roku 1825 na lékařské fakultě Vídeňské univerzity. Studia zakončil doktorátem medicíny 10. července 1831.
Jako lékař nejdříve sloužil v Čechách (v Chrudimi, Kouřimi a Plzni) při epidemii cholery. V letech 1832–1838 působil jako asistent ve Všeobecné nemocnici města Vídně. Zabýval se patologicko-anatomickou diagnózou a napsal publikaci Abhandlung über Perkussion und Auskultation (Pojednání o poslechu a poklepu; 1839). V roce 1839 se stal městským lékařem pro chudé a od 13. února 1840, na doporučení Dr. Ludwiga Türkheima, předsedy císařského výboru pro vzdělání, byl jmenován do neplacené funkce šéflékaře právě otevřeného oddělení tuberkulózy ve všeobecné nemocnici.
Působil na vídeňské lékařské fakultě, kde se proslavil jako internista a spolupracovník profesora patologie Karla Rokytanského. V roce 1846 byl díky zásahu Karla Rokytanského a navzdory přání zbytku fakulty jmenován profesorem a přednostou I. interní kliniky. V roce 1848 začal jako první profesor přednášet v němčině namísto latiny. Dne 17. července 1848 byl zvolen aktivním členem matematicko-fyzikální sekce Rakouské akademie věd. Byl osobním lékařem arcivévody Františka Karla a arcivévodkyně Žofie. U rakouské císařovny Alžběty v roce 1860 stanovil správně diagnózu plicní tuberkulózy a doporučil pobyt u moře v teplých krajích. V roce 1869 byl jmenován dvorním radou.
Josef Škoda zůstal svobodný. Investoval do různých průmyslových podniků a spravoval i investice svých příbuzných. Patřil k největším akcionářům České severní dráhy. Poskytl prostředky svému synovci Emilu Škodovi na koupi a další rozvoj tehdejší Valdštejnovy strojírny v Plzni (pozdější Škodovy závody).
Začátkem roku 1871 odešel do důchodu. Studenti i obyvatelé Vídně na jeho počest uspořádali velkolepé oslavy. Zemřel ve Vídni. 
Rokytanský jej nazval „světlem pro ty, kdo studují, příkladem pro ty, kdo se snaží, a pevninou pro ty, kdo ztratili naději“.

## Dílo

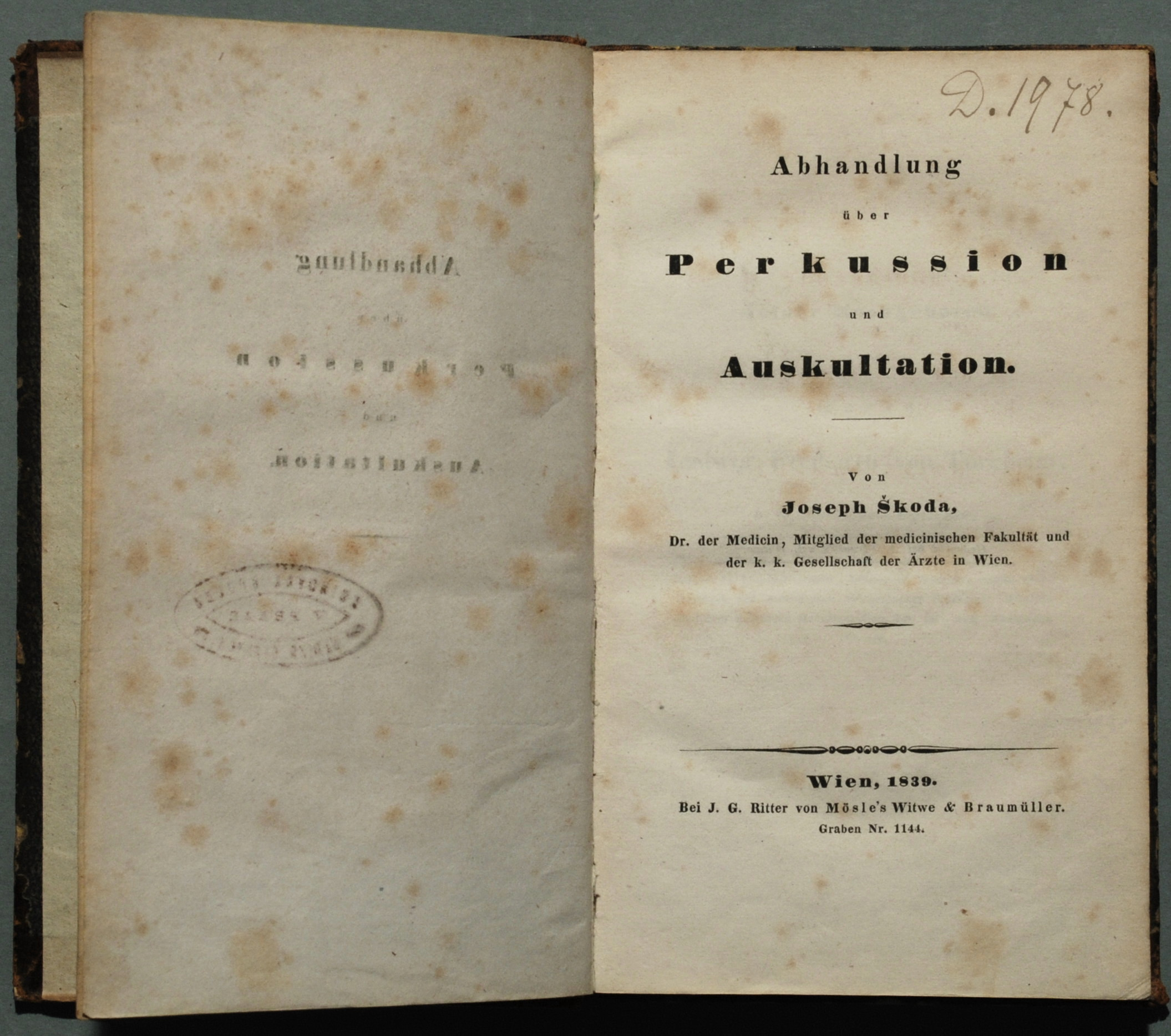
Titulní strana prvního vydání knihy Abhandlung über Perkussion und Auskultation z roku 1839

Největším přínosem Josefa Škody je rozvoj metod fyzické diagnostiky. Zpopularizoval téměř zapomenutou metodu poklepu, kterou objevil vídeňský lékař Leopold Auenbrugger a metodu poslechu, kterou mezitím rozvíjeli francouzští lékaři. V odborném lékařském časopise Medizinische Jahrbücher des k.k. österreichen Kaiserstaates publikoval od roku 1834 řadu odborných článků často založených na porovnání jeho vlastních klinicko-diagnostických pozorování s patologicko-anatomickými výsledky Karla Rokytanského. Tematicky se kromě poklepu a poslechu věnoval i nemocem srdce a plic, ale i léčbě tyfu a gangrény.
Jeho nejznámějším dílem je poměrně útlá publikace Abhandlung über Perkussion und Auskultation (Pojednání o poslechu a poklepu) z roku 1839, která byla opakovaně vydávána a překládána a zajistila mu mezinárodní uznání. Jeho poznatky jsou z větší části stále platné.

### Seznam publikací
- s Jakobem Kolletschkou: Uber Pericarditis in pathologisch-anatomischer und diagnostischer Hinsicht. Medicinische Jahrbücher des kaiserlich-königlichen österreichischen Staates, 1834. (O perikarditidě z patologicko-anatomického a diagnostického hlediska)
- Ueber die Perkussion. Medicinische Jahrbücher des kaiserlich-königlichen österreichischen Staates, Wien, 1836, 20: 453-473. (Neue Serie, Band 9). (O poklepu)
- Über den Herzstoss und die durch die Herzbewegungen verursachten Töne und über die Anwendung der Perkussion bei Untersuchung der Organe des Unterleibes. In: Medicinische Jahrbücher des kaiserlich-königlichen österreichischen Staates. Band 22 (= Neue Folge, Bände 13 und 14), (Wien) 1837, S. 227–266 (O tlukotu srdce a zvucích způsobených pohyby srdce a o použití poklepu při vyšetřování břišních orgánů)
- s A. Doblerem: Anwendung der Perkussion bei Untersuchung der Organe des Unterleibes. In: Medicinische Jahrbücher des kaiserlich-königlichen österreichischen Staates. Band 24, (Wien) 1838, S. 5–46. (Aplikace poklepu k vyšetření orgánů břicha)
- Abhandlung über Perkussion und Auskultation. Wien 1839. (O poklepu a poslechu)
- Untersuchungsmethode zur Bestimmung des Zustandes des Herzens. In: Medicinische Jahrbücher des kaiserlich-königlichen österreichischen Staates. Band 27, 1839, S. 528–559. ( Vyšetřovací metoda pro zjištění stavu srdce)
- Über Abdominaltyphus und dessen Behandlung mit Alumen crudum. In: Medicinische Jahrbücher des kaiserlich-königlichen österreichischen Staates. Band 15, 1838. (O břišním tyfu a jeho léčbě kamencem)
- s Jakobem Kolletschkou: Ueber Pericarditis in pathologischer und diagnostischer Beziehung. In: Medicinische Jahrbücher des kaiserlich-königlichen österreichischen Staates. Band 28, 1839, S. 55–74, 227–272 und 397–433. (O perikarditidě z patologicko-anatomického a diagnostického pohledu)
- Über Piorrys Semiotik und Diagnostik. In: Medicinische Jahrbücher des kaiserlich-königlichen österreichischen Staates. Band 18, 1839. (O Piorryho sémiotice a diagnostice)
- Über die Diagnose der Herzklappenfehler. In: Medicinische Jahrbücher des kaiserlich-königlichen österreichischen Staates. Neue Serie, Band 21, 1840. (O diagnostice vad srdečních chlopní)
- Abhandlung über Perkussion und Auskultation. J. G. Ritter von Mösle Witwe & Braunmüller, Wien 1839; 6. Auflage 1864. (O poklepu a poslechu, 6. vydání)
- s Franzem Schuhem: Ueber die Pleura- und Herzbeutelergüsse. Medicinische Jahrbücher des kaiserlich-königlichen österreichischen Staates, 1842. (O pleurálních a perikardiálních výpotcích)
- Fälle von Lungenbrand behandelt und geheilt durch einathmen von Terpentinöldampfen. Zeitschrift der Gesellschaft der Aerzte in Wien, 1853, 9: 445–447. (Případy gangrény léčené a vyléčené inhalací par terpentýnu)
- Ueber die Funktion der Vorkammern des Herzens und über den Einfluss der Kontraktionskraft der Lunge und der Respirationsbewegungen auf die Blutzirkulation. Zeitschrift der Gesellschaft der Aerzte in Wien, 1853, 9: 193–213. (O funkci srdečních síní a o vlivu kontrakční síly plic a dýchacích pohybů na krevní oběh)

## Ocenění
Od roku 1861 byl nositelem Řádu Železné koruny třetí třídy. V roce 1871 získal Komturský kříž Řádu Františka Josefa I.

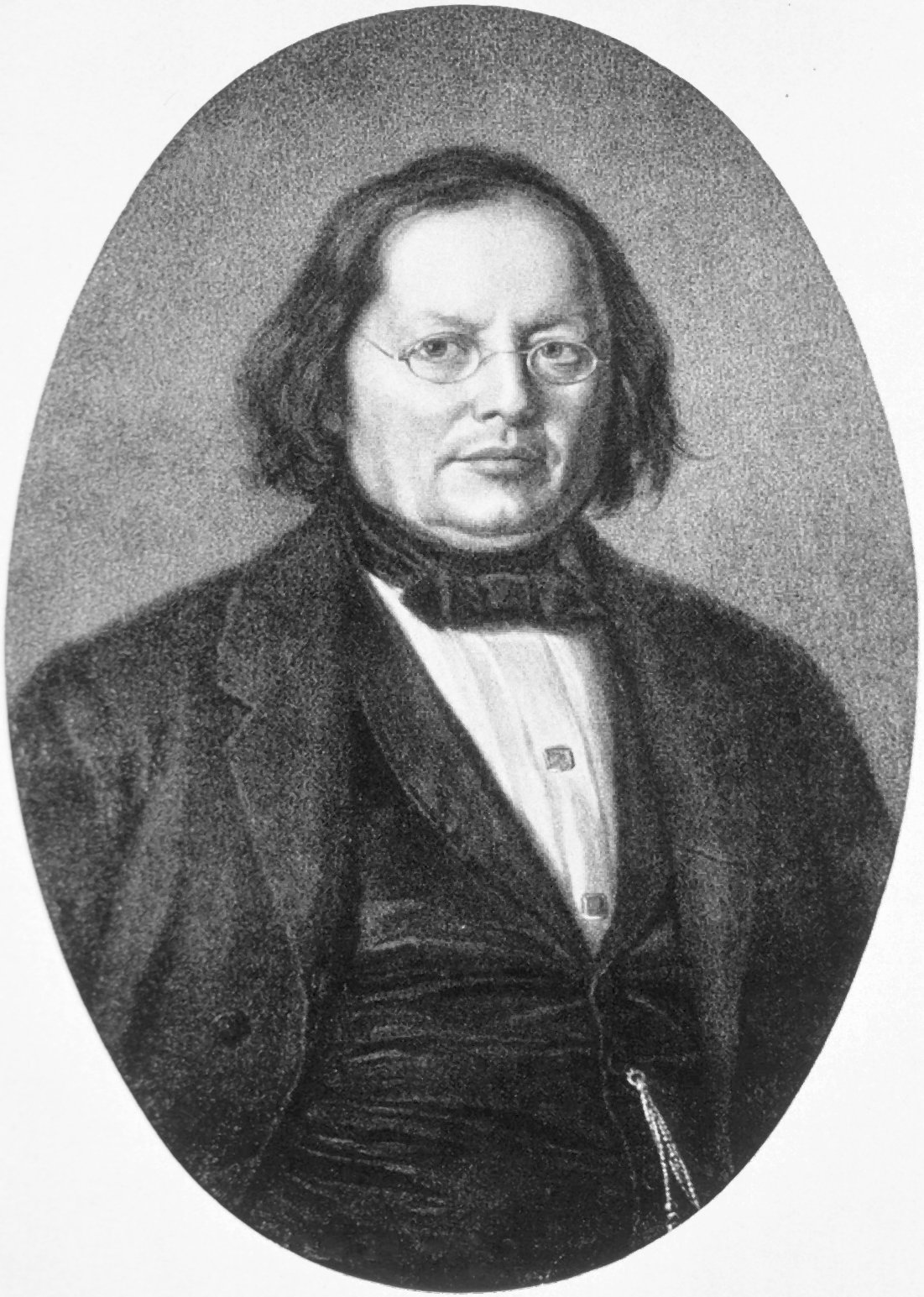
Portrét – nedatováno
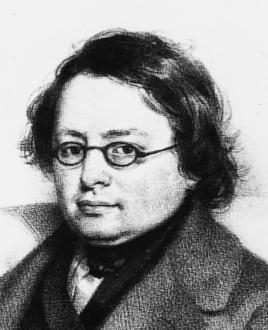
Portrét – nedatováno
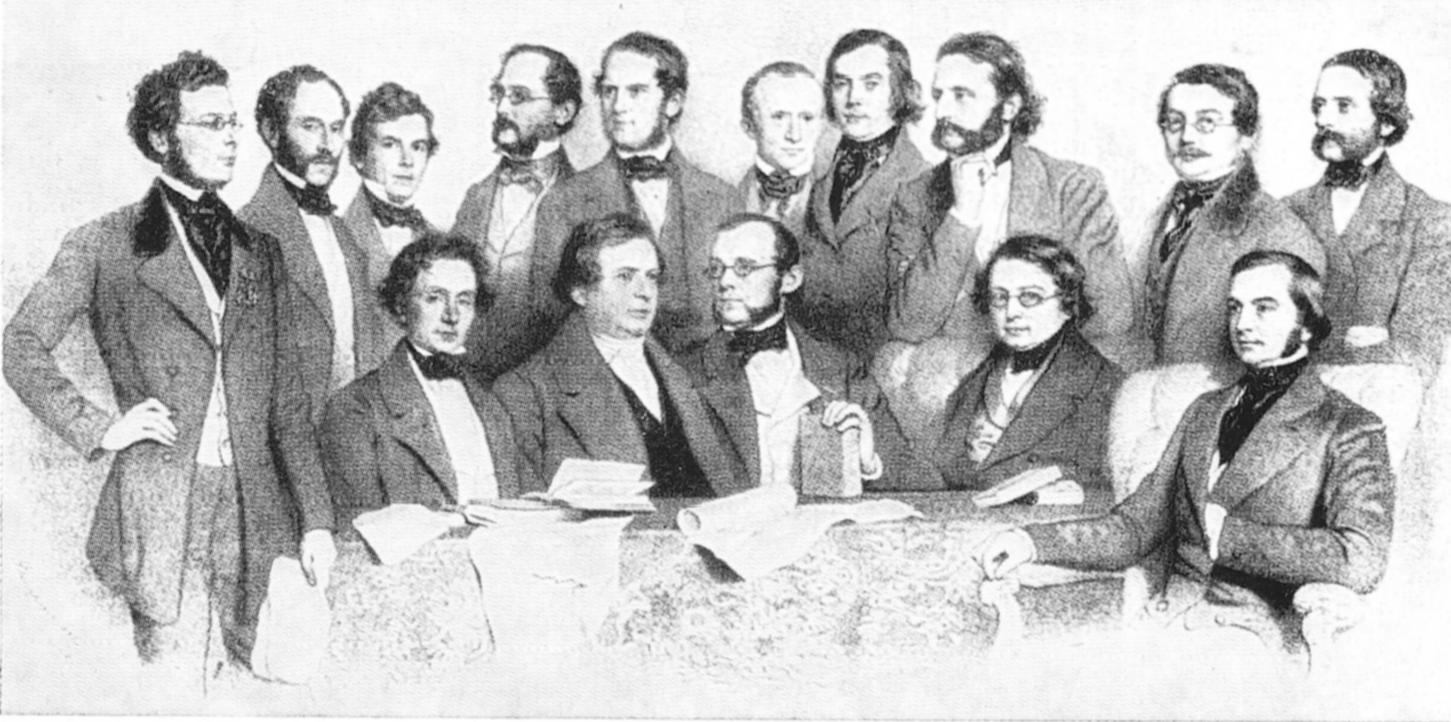
Profesor Škoda s kolegy v roce 1853

## Zajímavost
Po Josefu Škodovi je pojmenován jeden z příznaků plicního výpotku při vyšetřování poklepem - Škodova rezonance nebo Škodův bubínkový poklep (anglicky Skodaic resonance, Skoda sign, Skoda tympany).